# Großsteingräber bei Borkowo
Die Großsteingräber bei Borkowo (auch Großsteingräber bei Borkow genannt) sind vier megalithische Grabanlagen der jungsteinzeitlichen Trichterbecherkultur bei Borkowo (deutsch Borkow), einem Ortsteil von Malechowo (deutsch Malchow) in der Woiwodschaft Westpommern in Polen. Sie tragen die Sprockhoff-Nummern 581–584.

## Lage
Die Gräber befinden sich östlich von Borkowo und sind über eine Straße erreichbar. Sie liegen nahe beieinander. Grab 1 ist das nördlichste. Direkt südlich davon liegt Grab 3, östlich von diesem Grab 2 und westlich Grab 4. In unmittelbarer Nachbarschaft befinden sich drei Grabhügel.

## Beschreibung

### Grab 1
Die Anlage besitzt eine ost-westlich orientierte Grabkammer, die nach Ernst Sprockhoff als Ganggrab vom Untertyp Holsteiner Kammer einzuordnen ist. Die Kammer hat eine Länge von 4,5 m und eine Breite von 1,5 m. Sie besteht aus fünf Wandsteinpaaren an den Langseiten, je einem Abschlussstein an den Schmalseiten und noch vier Decksteinen. Der westlichste Wandstein der Nordseite, der östlichste und der zweite von Westen an der Südseite sowie der westliche Abschlussstein stehen noch in situ. Die restlichen Wandsteine sind verschoben. Der westlichste Deckstein ist etwas verrutscht, liegt aber noch auf den Wandsteinen auf. Die restlichen Decksteine sind ins Innere der Kammer gesunken. Der Zugang zur Kammer befindet sich wohl beim zweiten Wandstein von Osten, der 0,5 m niedriger als die anderen Steine ist und wohl als Stufe diente.

### Grab 2
Grab 2 besitzt ein in Resten erhaltenes nordost-südwestlich orientiertes Hünenbett ohne Kammer mit einer Länge von etwa 30 m. Von der Einfassung sind nur vier Steine an der nordwestlichen und sechs an der südöstlichen Langseite erhalten, von denen sich keiner in situ befindet.

### Grab 3

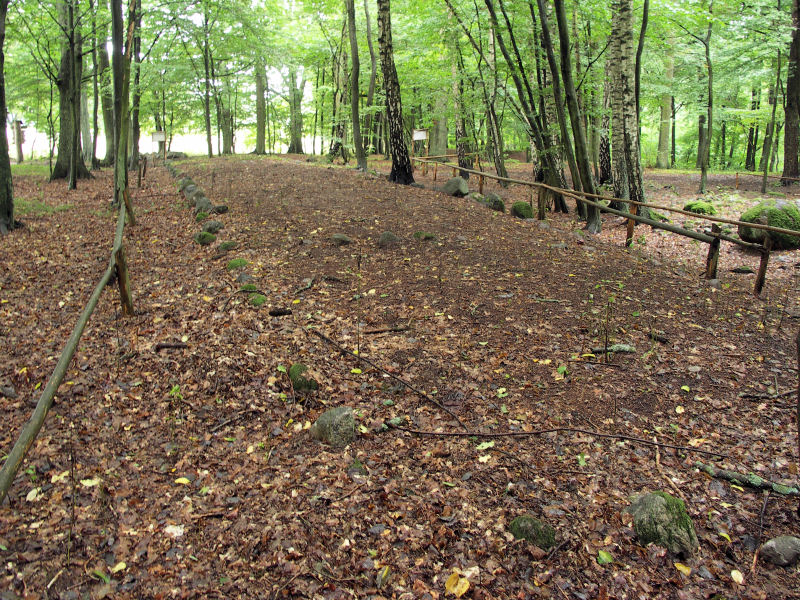
Grab 3

Diese Anlage besitzt ein in Resten erhaltenes ost-westlich orientiertes Hünenbett ohne Kammer mit einer Länge von etwa 26 m und einer Breite von 6 m. Von der Einfassung sind vier Steine an der westlichen Schmalseite sowie sieben an der nördlichen und acht an der südlichen Langseite erhalten. 

### Grab 4
Grab 4 besitzt ein stark zerstörtes ost-westlich orientiertes Hünenbett mit einer Länge von 16 m und einer Breite von 8 m. Eine Hügelschüttung ist schwach erkennbar. Es liegen mehrere Steine umher, die aber keine sichere Rekonstruktion des ursprünglichen Aussehens der Anlage zulassen.

## Filme
- Krzysztof Paluszyński: Megaliths – the 5,500 year old story. PalFilmStudio, Posen 2018. In: YouTube. 21. Januar 2019, abgerufen am 2. Dezember 2020.